# Henry Aruna
Henry Aruna (ur. 2 sierpnia 1964 w Yemandu) – sierraleoński duchowny rzymskokatolicki, w latach 2015–2019 biskup pomocniczy Kenemy, od 2019 ordynariusz tej diecezji.

## Życiorys
Święcenia kapłańskie przyjął 16 kwietnia 1993 i został inkardynowany do diecezji Kenema. Po kilkuletnim stażu duszpasterskim pracował jako wykładowca diecezjalnego seminarium, a w latach 2001-2009 wykładał w seminarium w Freetown. W 2008 mianowany sekretarzem generalnym gambijsko-sierraleońskiej Konferencji Episkopatu.
7 stycznia 2012 został mianowany biskupem Makeni. Nominacja ta spotkała się jednak ze sprzeciwem miejscowego duchowieństwa (które preferowało wybór biskupa spośród siebie), co spowodowało, że sakra biskupia odbyła się niecały rok później, 5 stycznia 2013 we Freetown. Konsekratorem był abp Protase Rugambwa.
18 lipca 2015 papież Franciszek przeniósł go do rodzinnej diecezji w charakterze jej biskupa pomocniczego i nadał mu biskupstwo tytularne Nasbinca. 26 stycznia 2019 mianował go biskupem Kenemy.